# 帕薩延波 (加利福尼亞州)
帕薩廷波（英語：Pasatiempo）是位於美國加利福尼亞州聖塔克魯茲縣的一個人口普查指定地區。

## 地理
帕薩廷波的座標為37°00′17″N 122°01′47″W / 37.00472°N 122.02972°W，而該地最高點為海拔高度120米（即394英尺）。

## 人口
根據2010年美國人口普查的數據，帕薩廷波的面積為2.289平方千米，均為陸地。當地共有人口1041人，而人口密度為每平方千米454人。